# Flamenquín

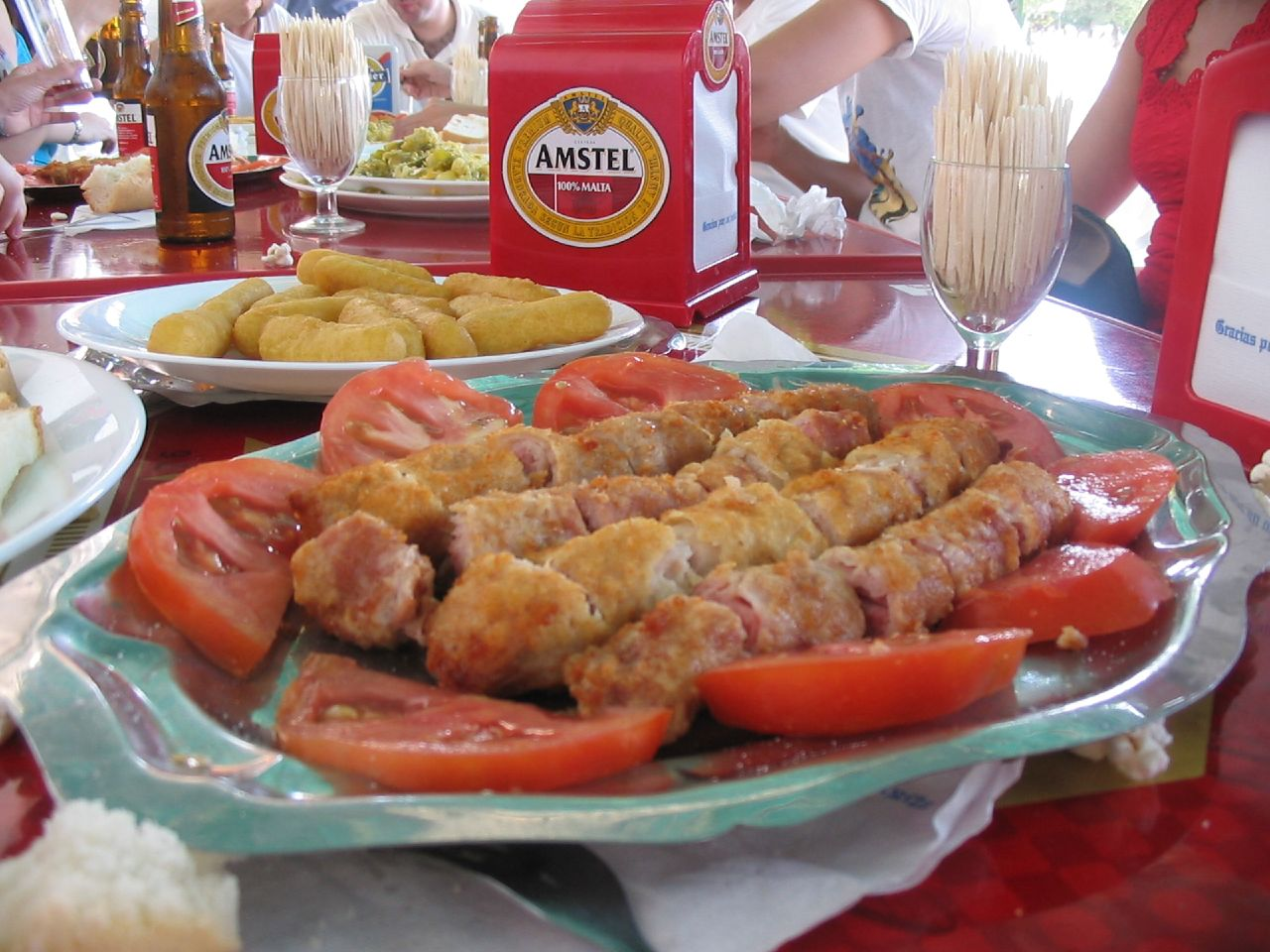
Flamenquines (troceados)

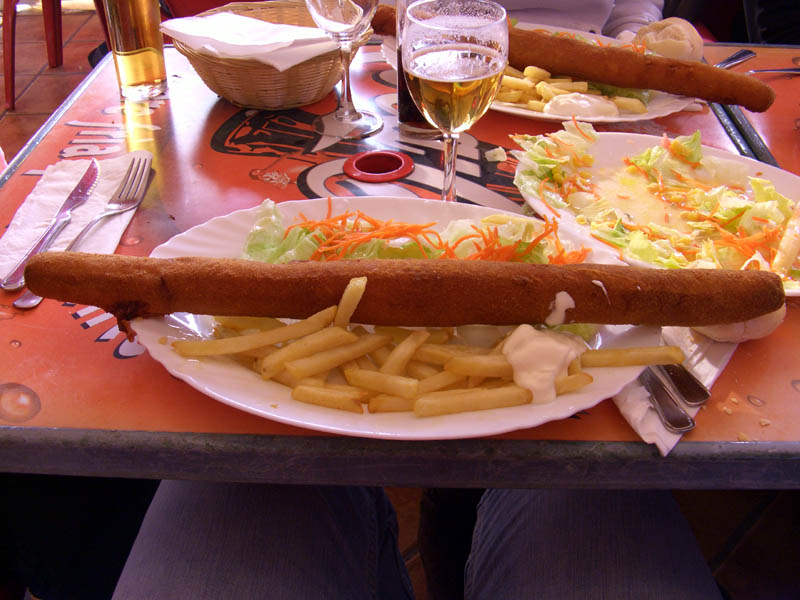
Flamenquín.

El flamenquín es un plato característico de la provincia de Córdoba, en Andalucía, España. Consiste en trozos de jamón serrano enrollados en cintas de lomo de cerdo, rebozado en pan rallado y posteriormente frito en aceite vegetal.

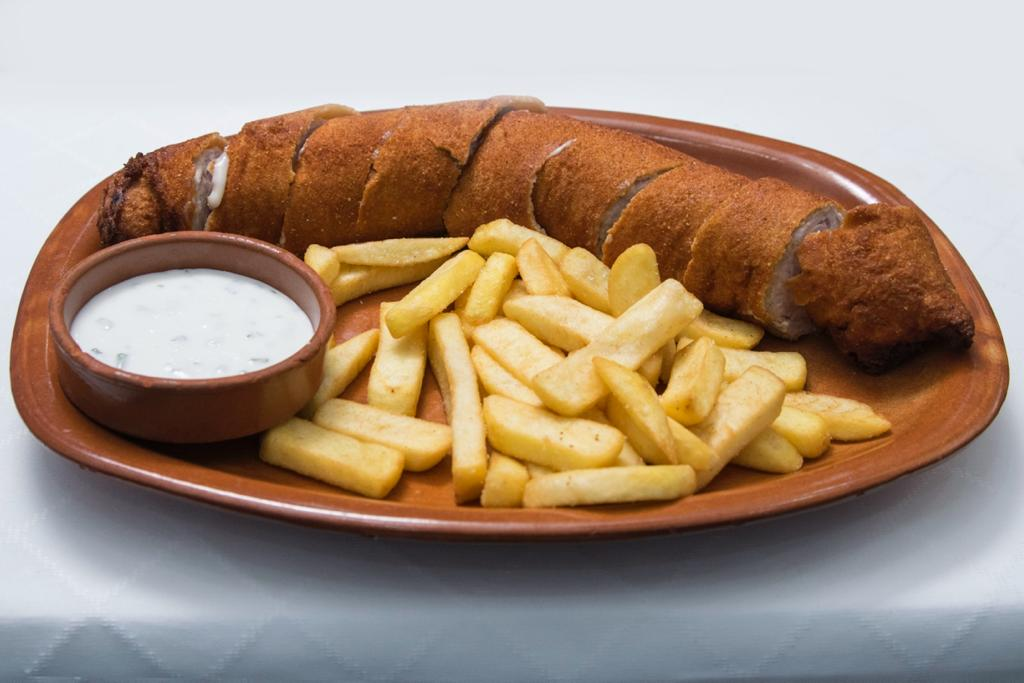
Flamenquin

## Historia
Existen distintas teorías sobre su origen. Según los medios de comunicación, el gastroarqueólogo de la Universidad de Córdoba Alejandro Ibáñez Castro, situó su nacimiento en el municipio de Bujalance, donde los primeros cristianos que llegaron unieron la costumbre de comer cerdo de los romanos y la técnica de la fritura de los musulmanes, a lo que añadieron el rebozado.
De acuerdo con el historiador Juan Vicente Córcoles, los flamenquines habrían sido creados en 1939 en el restaurante Madrid-Sevilla (anteriormente El Gallo), de la plaza del Sol de Andújar (Jaén), regentado por el matrimonio conformado por Manuel Gavilán y Paz. Ocasionalmente trabajaban con otro cocinero, Antonio Penalva, quien se llevó la receta a su bar de Bujalance, y desde ahí acabaría llegando a la ciudad de Córdoba. Previamente, un anuncio en el Diario de Córdoba del 12 de julio de 1908 ya mencionaba el flamenquín de jamón como plato del día, aunque no hay constancia de que sea el mismo plato.
En el libro Vocabulario Andaluz, de Antonio Alcalá Venceslada, en su primera edición de 1933 no aparece la palabra flamenquín. Sin embago, ya aparece citada en la segunda edición, de 1951.